# 63. Infanterie-Brigade (5. Königlich Sächsische)
Die 63. Infanterie-Brigade (5. Königlich Sächsische) war ein Großverband der Sächsischen Armee, die nach  Artikel 63 Absatz 1 der Reichsverfassung vom 16. April 1871 rechtlich eigenständig war und ihre Truppen in die Preußische Armee einordnete.

## Geschichte
Mit dem Inkrafttreten des Militärgesetzes vom 11. März 1887 wurden in Preußen mehrere Militärverbände neu errichtet, darunter die 63. Infanterie-Brigade mit Sitz in Dresden bis zum Jahr 1903, als die Einheit in Bautzen ihren Standort bezog.
Sie war bis zum Kriegsende 1918 Teil der 32. Division, die ihr Kommando in Dresdener Albertstadt hatte und dem XII. Armee-Korps mit Sitz in Dresden zugeordnet war.

### Gliederung
- 1887–1889

Kgl. Sächs. 5. Infanterie-Regiment Prinz Friedrich August Nr. 104, Kgl. Sächs. 9. Infanterie-Regiment Nr. 133, 9. Sächs. Landwehr-Regiment Nr. 133, 10. Sächs. Landwehr-Regiment Nr. 134
- 1889–1899

5. Infanterie-Regiment Nr. 104 und 9. Infanterie-Regiment Nr. 133
- 1899–1908

Kgl. Sächs. 4. Infanterie-Regiment Nr. 103 und Kgl. Sächs. 13. Infanterie-Regiment Nr. 178
- 1909–1914

Kgl. Sächs. 3. Infanterie-Regiment König Ludwig III von Bayern Nr. 102 und Kgl. Sächs. 4. Infanterie-Regiment Nr. 103
- Kriegsgliederung bei Mobilmachung im August 1914

3. Infanterie-Regiment Nr. 102, 5. Infanterie-Regiment Nr. 103, Jäger-Bataillon Nr. 12
- Kriegsgliederung am 24. Mai 1918

3. Infanterie-Regiment „König Ludwig III. von Bayern“ Nr. 102, 5. Infanterie-Regiment „Großherzog Friedrich II. von Baden“ Nr. 103,  12. Infanterie-Regiment Nr. 177 und 4. Eskadron 3. Husaren-Regiment Nr. 20

### Erster Weltkrieg
Die 63. Infanterie-Brigade war ausschließlich an der Westfront eingesetzt -
Zu den Kampfhandlungen, Gefechten und Schlachten siehe Kampfgeschehen der 32. Division

### Brigadekommandeure
| Name                         | Datum                                    |
| ---------------------------- | ---------------------------------------- |
| Karl Adolph Lommatzsch       | 1. April 1887 bis 9. Februar 1889        |
| Curt von Raab                | 10. Februar 1889 bis 19. Mai 1890        |
| Paul Otto Weber              | 20. Mai 1890 bis 8. Februar 1892         |
| Heinrich Leo von Treitschke  | 9. Februar 1892 bis 23. März 1893        |
| Emil Hohlfeld                | 24. März 1893 bis 18. April 1896         |
| Karl Julius Amadeus Blohm    | 19. April 1896 bis 16. April 1898        |
| Richard von Schulz           | 17. April 1898 bis 24. März 1899         |
| Wilhelm Leopold Werner Basse | 25. März 1899 bis 25. März 1903          |
| Hugo von Altrock             | 25. März 1903 bis 18. Juni 1904          |
| Karl von Laffert-Woldeck     | 19. Juni 1904 bis 19. März 1908          |
| Lukas Julius Bacmeister      | 20. März 1908 bis 28. März 1910          |
| Mortimer von Suckow          | 29. März 1910 bis 11. Dezember 1912      |
| Georg von Gersdorff          | 12. Dezember 1912 bis 3. Dezember 1914   |
| Franz Francke                | 4. Dezember 1914 bis 13. März 1916       |
| Alfred Müller                | 14. März 1916 bis 14. November 1918      |
| Theodor Pilling              | 15. November 1918 bis zur Auflösung 1919 |